# Capilla Seion
La Capilla Seion es una capilla galesa declarada Monumento Histórico Nacional por la Ley N.º 23826. Está ubicada a 10 km al sur de Gaiman, en un caserío de la zona rural de Bryn Gwyn sobre la Ruta Provincial 7. Junto a la capilla se encuentra una escuela primaria y una secundaria. 

## Historia

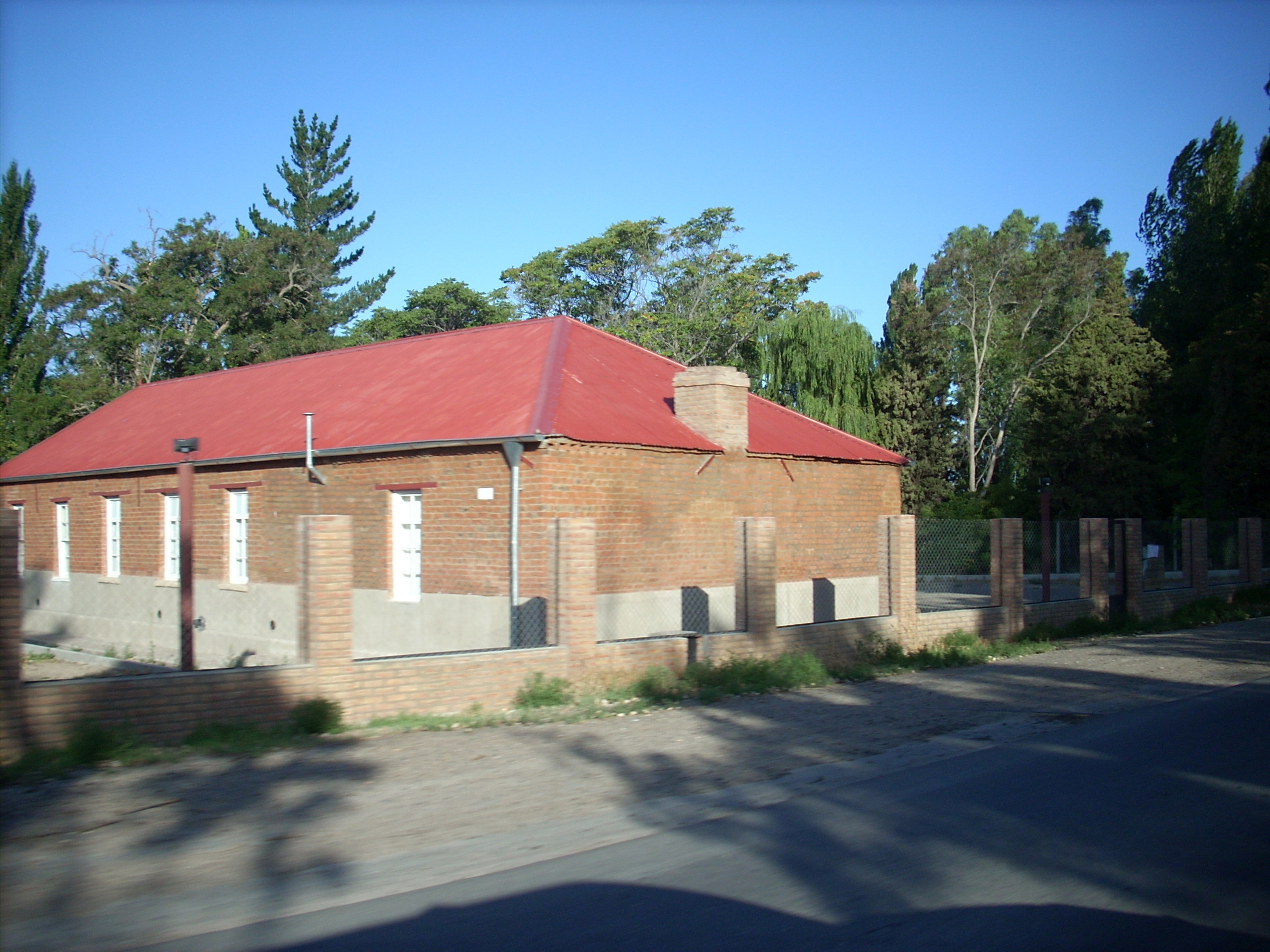
Vista posterior.

Fue construida por los metodistas galeses que llegaron al país durante la segunda mitad del siglo XIX, y se asentaron en el valle inferior del río Chubut. Desde allí, el Reverendo William Roberts realizó una labor religiosa y cultural. Alrededor de 1876-1877 comenzaron los cultos en casa de los vecinos.
El edificio primitivo fue destruido por un temporal en 1888. Después de esto, se erigió la actual capilla. En el mismo año la iglesia fue reconstruida y en 1889 se completó.
El 13 de septiembre de 1990 el lugar fue declarado por la ley 23.826 como Monumento Histórico para su conservación y revalorización.